# Ero aphana
Ero aphana este o specie de păianjeni araneomorfi din familia Mimetidae.

## Descriere
Ero aphana are aproximativ 3 mm lungime, femelele fiind mai mari decât masculii. Prosoma este gri cu pete negre, iar opistosoma alb-gălbuie cu pete maro, gri, negre și este acoperită cu perișori. Colorația picioarelor prezintă o alternanță de segmente gri și negri. Prima pereche de picioare poartă spini ușor curbați.

## Ecologie
Ero aphana poate fi întâlnită în diverse habitate,inclusiv păduri, parcuri, grădini, arbori și arbuști solitari. Vânează alți păianjeni.

## Răspândire
Are o distribuire palearctică, a fost introdus pe Insula Sfânta Elena și Australia.